# بيركان قيردار
بيركان قيردار لاعب كرة قدم استرالي يلعب مع نادي ملبورن فيكتوري.